# 松井芒人
松井 芒人（まつい ぼうじん、本名: 源衛、1895年1月25日 - 1980年12月27日）は、日本の歌人、教育者である。

## 経歴
長野県上伊那郡伊那富村（現辰野町羽場）生まれ。長野県立諏訪中学校を経て、1914年長野県師範学校（現・信州大学）を卒業。上伊那郡七久保小学校を振り出しに県内各地で教職に携わる。高遠国民学校、高遠拓殖青年学校、高遠実科高等女学校の校長を歴任。
1917年、「アララギ」入会。島木赤彦、土屋文明、土田耕平と相識り、歌は「アララギ」一筋によりながら、1947年には歌誌「流域」を主宰して、上伊那地域の人々の短歌指導にあたった。

## 歌集
- 『岡草』
- 『青野風』
- 『随縁集』
- 『続随縁集』

## 作詞
- 長野県伊那弥生ヶ丘高等学校創立五十周年記念の歌
- 松本市立開成中学校校歌
- 諏訪市立諏訪中学校校歌
- 茅野市立北部中学校校歌
- 富士見町立南中学校校歌
- 辰野町立辰野中学校校歌
- 伊那市立伊那小学校校歌
- 伊那市立伊那西小学校校歌
- 伊那市立高遠小学校校歌
- 木祖村立木祖小学校校歌
- 高遠町町歌（補作）